# Arguisuelas
Arguisuelas je španělská obec v provincii Cuenca v autonomním společenství Kastilie – La Mancha. Žije zde 129 obyvatel.

## Poloha obce

### Sousední obce
| Růžice kompasu | Reíllo                    |        | Carboneras de Guadazaón | Růžice kompasu |
| Růžice kompasu | Sever                     |        |                         | Růžice kompasu |
| Růžice kompasu | Arguisuelas               |        |                         | Růžice kompasu |
| Růžice kompasu | Jih                       |        |                         | Růžice kompasu |
| Růžice kompasu | Monteagudo de las Salinas | Yémeda | Cardenete               | Růžice kompasu |